# Ged Brannan
Gerard Daniel Brannan, più conosciuto con il diminutivo Ged Brannan (Liverpool, 15 gennaio 1972) è un ex calciatore inglese, di ruolo centrocampista.

## Carriera

### Giocatore
Brannan esordisce tra i professionisti all'età di 18 anni nella stagione 1990-1991 con il Tranmere, club della terza divisione inglese, con cui nella sua prima stagione raggiunge (e perde) la finale del Football League Trophy e conquista una promozione in seconda divisione grazie alla vittoria dei play-off; nelle stagioni successive diventa un punto fermo del club, che nelle stagioni 1992-1993, 1993-1994 e 1994-1995 si qualifica ai play-off del campionato di seconda divisione, raggiungendo anche una semifinale di Coppa di Lega (persa ai calci di rigore contro l'Aston Villa) nella stagione 1993-1994. Rimane nel club fino al marzo del 1997 per un totale di 238 presenze e 20 reti in partite di campionato, per poi passare per 750000 sterline al Manchester City, dove rimane per il resto della stagione 1996-1997 e poi fino al termine della stagione 1997-1998, e con la cui maglia mette a segno 4 reti in 43 presenze in prima divisione. Nella stagione 1998-1999 viene ceduto in prestito al Norwich City in seconda divisione, ma dopo una rete in 11 presenze viene richiamato dal prestito e contestualmente ceduto per 375000 sterline al Motherwell, club della prima divisione scozzese, dove rimane fino al termine della stagione 2000-2001, per un totale di 81 presenze e 16 reti in partite di campionato con gli Steelmen. Dal febbraio del 2001 al novembre del 2003 gioca invece nuovamente in Inghilterra, al Wigan, con cui nella stagione 2002-2003 vince la terza divisione inglese. Tra l'ottobre ed il novembre del 2003 trascorre dei periodi in prestito al Dunfermline (8 presenze nella seconda divisione scozzese) ed al Rochdale (11 presenze ed una rete nella quarta divisione inglese), per poi passare a titolo definitivo all'Accrington Stanley, club di Football Conference (quinta divisione e più alto livello calcistico inglese al di fuori della Football League), dove rimane fino al termine della stagione 2004-2005. All'inizio della stagione 2005-2006 gioca per qualche mese in Northern Premier League (settima divisione) con i semiprofessionisti del Radcliffe Borough, per poi nel novembre del 2005 trasferirsi al Morecambe, in Conference National, categoria di cui nella stagione 2006-2007 vince i play-off conquistando quindi la promozione in quarta divisione. In estate Brannan lascia però il club per andare a giocare in Conference North (sesta divisione) con il Vauxhall Motors; gioca poi per una stagione nella medesima categoria con il Burscough. Dal 2013 al 2016 dopo alcuni anni di inattività è tornato a giocare a livello poco più che amatoriale con i Southport & Ainsdale Amateurs.

## Palmarès

### Club

#### Competizioni nazionali
- Campionato inglese di terza divisione: 1

Wigan: 2002-2003